# Úlpia Severina
Úlpia Severina foi uma imperatriz-consorte romana, esposa do imperador Aureliano. Há evidências de que ela teria reinado por conta própria por algum tempo depois da morte do marido em 275, o que faz dela a única mulher a ter governado todo o Império Romano sozinha. Muito pouco se sabe sobre ela, uma vez que não existem fontes literárias que mencionem sua existência. Quase tudo o que sabemos, inclusive seu nome, deriva de moedas e inscrições.

## História
Nada certo se sabe sobre Úlpia Severina antes de seu casamento com Aureliano. Já se sugeriu que ela seria filha de Úlpio Crinito, uma pessoa que aparece na Historia Augusta como sendo um descendente da linhagem de Trajano que teria apoiado e adotado Aureliano. Contudo, a Historia Augusta é conhecidamente pouco confiável e a história - e o próprio Úlpio - pode ter sido inventada por propagandistas tentando ligar Aureliano com o "bom imperador" Trajano.
Alguns acadêmicos acreditam que Úlpia Severina seria originária da Dácia, onde o nomen Ulpius era comum por causa da influência de Trajano (que se chamava Marco Úlpio Nerva Trajano).
Seja como for, Úlpia Severina se casou com Aureliano provavelmente antes de sua ascensão ao trono em 270. Sabe-se que eles tiveram uma filha, de nome desconhecido. De acordo com as moedas cunhadas em sua homenagem, Úlpia teria ganho o título de augusta no outono de 274, embora seja possível que ela já o tivesse antes disso. Ela também recebeu os títulos de pia ("piedosa") e mater castrorum et senatus et patriae ("mãe dos exércitos, do senado e da pátria").
Há uma considerável evidência numismática em favor de um reinado independente de Úlpia Severina entre a morte de Aureliano e a eleição de Marco Cláudio Tácito. As fontes mencionam um interregnum entre Aureliano e Tácito e algumas das moedas de Úlpia parecem ter sido cunhadas depois da morte de Aureliano. Sendo assim, ela seria a única mulher a ter governado sozinha todo o Império Romano.